# Özz Nûjen
Loran Özz Ceko Nûjen (uttal [œzː ˈnʊjːɛn]; kurdiskt uttal [ˈnuːʒɛn]), ursprungligen Özgür Gegin, född 20 juni 1975 i Bismil i den kurdiska delen av Turkiet, är en svensk ståuppkomiker, manusförfattare, programledare och skådespelare.

## Biografi
Özz Nûjen, som är av kurdisk härkomst, flydde med familjen från Turkiet som åttaåring och kom senare till Sverige. Där växte han upp i Rinkeby i Stockholm. Han gick på Calle Flygare Teaterskola mellan 1997 och 1999. I augusti 2006 gifte Nûjen sig med Hanna Gillving men paret gick skilda vägar i juli 2008.

### Stå-upp-komik
Då han arbetade på Restaurang Engelen i Gamla stan, blev han stegvis involverad i restaurangens standupunderhållning med första egna försök i maj 1999 och kom efterhand att få ansvar för hela verksamheten där. 
Nûjen ingick i många år i kollektivet Stockholm Comedy Klubb (STOCK) som stod bakom succéer som Stockholm Live, Standup på Tivoli, Bungy Comedy. Han blev också en drivande kraft bakom Svenska Stand up-galan, Standup Star (elitutbildningen i ståuppkomik) och Stockholm Comedy Festival. Han var även drivande bakom klubbkoncept som ”Standup istället för bio. Med gratis popcorn” på Boulevardteatern, Skrattstock (landets största humorfestival som går av stapeln på samma dag som Stockholm Marathon), Standup på Bio (i samarbete med SF Bio), Standup på Fåfängan med mera.
År 2009 blev Nûjen partner i det komikerägda agent- och arrangörsbolaget Roa Produktion. Bland de andra delägarna finns David Batra, Thomas Järvheden, Hasse Brontén, Johan Glans och Måns Möller.
Özz Nûjen hade premiär på sin första fullängdsshow, en 90 minuters soloshow med titeln Dålig stämning 15 februari 2012 på Cirkus i Stockholm som han sen turnerade med i ett och ett halvt år i Sverige. SVT köpte sedan showen och sände den 1 juni 2013 på SVT1.
Även hans andra fullängdsshow med titeln Statsminister Özz Nûjen premiär 14 mars 2014 blev en stor succé och SVT köpte även in den showen och sände den 24 juni 2014.

### Teater
Han har medverkat i en rad teateruppsättningar på ett flertal scener genom åren. Hösten 2005 spelade han böneutropare i Tawfiq al-Hakims Sultanens hemlighet på Dramaten. Våren 2010 spelade Nûjen Puck i Shakespeares Shakespeares En midsommarnattsdröm på Uppsala stadsteater. Han återvände till Uppsala Stadsteater hösten 2014 och var med i två pjäser:  Goldonis Två herrars tjänare, där han spelade huvudrollen Truffaldino och Spindelkvinnans kyss, där han spelade den homosexuelle fången Molina. Han har också bland annat spelat Dario Fos Mistero Buffo tillsammans med Björn Granath 2010-11.

### Radio
Nûjen studerade radioproducentlinjen på Dramatiska Institutet hösten 2002–våren 2004. Han har arbetat som programledare för Morgonpasset i Sveriges Radio P3 2003–2005. Han ledde även Veteran-TV för Utbildningsradion i SVT1 ihop med Bobbo Krull. Dessa har även sänt radio tillsammans i Sveriges Radio P3-programmet Programmet som inte får heta Bögradio (2004) och uppföljaren som sändes under sommaren 2006, Programmet som fortfarande inte får heta Bögradio.  Han har varit sommarvärd i Sommar i P1 2002 och 2013. Under sommaren 2015 var han programledare i det populära programmet Ring så spelar vi .

### Film och television
Nûjen har medverkat i ett flertal svenska TV-serier, såsom Aspiranterna, Anna Holt – Polis, Tusenbröder, julkalendern Lasse-Majas detektivbyrå, Wallander – Skytten och Irene Huss. Som röstskådespelare har han gjort rösten till myggan "Mooseblood" i filmen Bee Movie (2007), och till duvan "Vinnie" i Bolt (2008).
Nûjen fick en stor biroll i den franska långfilmen Si tu meurs, je te tue (2011). Detta ledde till att han fick en av huvudrollerna i Lorenzo Gabrieles Comme chez soi (2011).
Han var med i SVT:s Sommarpratarna 2013 och Stjärnorna på slottet 2014–2015.
Det väckte stor uppmärksamhet då han under medverkan i SVT:s Skavlan 2013 uttalade sig om rasism, och norska NRK klippte bort kritiska ord om Fremskrittspartiet som censur, innan den norska sändningen.

## Filmografi
- 1998 – Aspiranterna (TV-serie)
- 1999 – Jakten på en mördare (TV-serie)
- 1999 – Anna Holt - polis (TV-serie)
- 2000 – Fem gånger Storm (TV-serie)
- 2001 – Tro, hopp och väderlek
- 2002 – En kärleksaffär
- 2003 – Tusenbröder (TV-serie)
- 2004 – Stockholm Live (TV-serie)
- 2006 – Lasse-Majas detektivbyrå (TV-serie) (julkalender)
- 2007 – Bee Movie (röst)
- 2007 – Hjälp! (TV-serie)
- 2008 – Bolt (röst)
- 2009 – Wallander – Skytten
- 2011 – Comme chez soi
- 2011 – Si tu meurs, je te tue
- 2011 – Irene Huss – Jagat vittne
- 2012 – Äkta människor (TV-serie)
- 2014 – 10 000 timmar
- 2016 – Husdjurens hemliga liv (röst)
- 2017 – Släng dig i brunnen (TV-serie)
- 2019 – Husdjurens hemliga liv 2 (röst)
- 2020 – Bäst i test (TV-serie)
- 2021 – Över Atlanten (TV-serie)
- 2023 – LOL: Skrattar bäst som skrattar sist (TV-serie)
- 2023 – Flykten till Östermalm (TV-serie)
- 2023 – Smartare än en femteklassare (TV-serie)

## Teater

### Roller (ej komplett)
| År   | Roll            | Produktion                          | Regi              | Teater                |
| ---- | --------------- | ----------------------------------- | ----------------- | --------------------- |
| 2005 | Böneutroparen   | Sultanens hemlighet Tawfiq al-Hakim | Eva Bergman       | Dramaten              |
| 2014 | Truffaldino     | Två herrars tjänare Carlo Goldoni   | Dritëro Kasapi    | Uppsala stadsteater   |
| 2018 | Carlsson        | Hemsöborna August Strindberg        | Andreas Boonstra  | Göteborgs stadsteater |
| 2020 | Refaat El-Sayed | Årets svensk Gertrud Larsson        | Michaela Granberg | Uppsala stadsteater   |

## Priser och utmärkelser
- 2012 – Eldh-Ekblads fredspris
- 2013 - Årets Republikan
- 2013 - Teaterförbundets stipendium ur Karl Gerhards hedersfond.[13]
- 2014 - Expressens satirpris Ankan - I motiveringen ingick bland annat ”...Özz Nûjen har hjärnan, hjärtat och ryggraden som kännetecknar god satir”.[14]
- 2014 - IM-priset till Britta Holmströms minne "...för sitt arbete mot främlingsfientlighet och utanförskap.."[15]
- 2015 - Stockholm stads hederspris[16]

Nûjen utsågs till Årets Republikan 2013 av Republikanska föreningen för att han "med humor pekar på det orimliga i att det högsta offentliga ämbetet går i arv".
Han blev vald till Årets manlige komiker 2014 på Södra teatern 26 augusti 2014. Motiveringen var ”Med en utstrålning som försätter berg och en vilja att förändra världen är han branschens ledstjärna. Han har visat att han vill och kan leda nationen men vi hoppas han förgyller våra scener i många år framöver.”